# Maria Montessori (film)
Maria Montessori (franska: La nouvelle femme) är en fransk biografisk dramafilm från 2023. Filmen är regisserad av Léa Todorov, som även skrivit manus tillsammans med Catherine Paillé.
Filmen hade biopremiär i Sverige den 30 augusti 2024, utgiven av Studio S Entertainment.

## Handling
Filmen utspelar sig i början på 1900-talet och kretsar kring Lili d’Angely som lever ett glamoröst liv, men hon döljer en hemlighet. Hennes lilla dotter har en intellektuell funktionsnedsättning. I Italien söker Lily upp Maria Montessori för att få hjälp. Maria är en ung doktor och pionjär som håller på att utveckla en ny och revolutionerande inlärningsmetod.

## Rollista (i urval)
- Jasmine Trinca – Maria Montessori
- Leïla Bekhti – Lili d'Alengy
- Rafaëlle Sonneville-Caby – Tina d'Alengy
- Raffaele Esposito – Giuseppe Montesano
- Agathe Bonitzer – Clarisse
- Nancy Huston – Betsy
- Raffaella Ducrey Giordano – Anna
- Georgia Ives – Giorgia